# Communauté de communes du Neuvillois
Die Communauté de communes du Neuvillois ist ein ehemaliger französischer Gemeindeverband mit der Rechtsform einer Communauté de communes im Département Vienne in der Region Nouvelle-Aquitaine. Sie wurde am 11. Dezember 1997 gegründet und umfasste 10 Gemeinden. Der Verwaltungssitz befand sich im Ort Neuville-de-Poitou.

## Historische Entwicklung
Mit Wirkung vom 1. Januar 2017 fusionierte der Gemeindeverband mit
- Communauté de communes du Mirebalais sowie
- Communauté de communes du Vouglaisien

und bildete so die Nachfolgeorganisation Communauté de communes du Haut-Poitou. Gleichzeitig schlossen sich die Gemeinden Blaslay, Charrais, Cheneché und Vendeuvre-du-Poitou zu einer Commune nouvelle unter dem Namen Saint Martin la Pallu zusammen.

## Ehemalige Mitgliedsgemeinden
1. Avanton
2. Blaslay
3. Chabournay
4. Charrais
5. Cheneché
6. Cissé
7. Neuville-de-Poitou
8. Vendeuvre-du-Poitou
9. Villiers
10. Yversay